# Nupserha flavoapicalis
Nupserha flavoapicalis är en skalbaggsart som beskrevs av Stefan von Breuning 1950. Nupserha flavoapicalis ingår i släktet Nupserha och familjen långhorningar. Inga underarter finns listade i Catalogue of Life.